# هرنبرگ
شهر هرن‌برگ در ایالت بادن-وورتمبرگ در کشور آلمان واقع شده‌است.